# ديفيد لوغان (كيميائي)
ديفيد لوغان (بالإنجليزية: David Logan)‏ هو كيميائي بريطاني، ولد في 27 أغسطس 1956.